# Corrupião-de-cauda-amarela
O corrupião-de-cauda-amarela (Icterus mesomelas) é uma espécie de passeriforme da família Icteridae nativa da América Central e do noroeste da América do Sul.

## Distribuição
Reproduz-se desde o sul do México até ao oeste do Peru e noroeste da Venezuela. No Peru, vive num corredor fluvial num vale.

## Descrição
O corrupião-de-bico-amarelo mede 22 a 23 centímetros de comprimento e pesa cerca de 70 gramas. É essencialmente amarelo com uma mancha preta no dorso preto, na parte inferior da face e na parte superior do peito.
As asas são pretas com uma dragona amarela e a cauda é preta com bordos amarelos. É o único que apresenta um oríolo amarelo proeminente na cauda, daí o nome da espécie. Ambos os sexos são semelhantes, mas as aves jovens têm o dorso e a cauda verde azeitona em vez de preto.